# Péter Halász (Dirigent)
Péter Halász (* 23. Juli 1976 in Budapest) ist ein ungarischer Dirigent.

## Leben
Péter Halász ist in Budapest geboren. Nach dem Klavier- und Kompositionsstudium in seiner Heimatstadt, studierte er an der Universität für Musik und darstellende Kunst Wien in der Klasse von Leopold Hager. In Luzern hat Péter Halász in den Meisterklassen von Bernard Haitink studiert. Bei den Haydn Festspielen war er Assistent von Ádám Fischer.
Nach seinen Studien arbeitete Péter Halász als Korrepetitor des Internationalen Opernstudios am Opernhaus Zürich mit jungen Sängerinnen und Sängern zusammen (2002/2003). Von 2003 bis 2010 war er Kapellmeister am Staatstheater Mainz, wo er über fünfzehn verschiedene Produktionen dirigierte.
Ab 2011 bis 2013 war er Stellvertretender Generalmusikdirektor am Theater Aachen. Während seiner beiden Spielzeiten in Aachen hat Péter Halász die Premieren von Salvatore Sciarrinos Superflumina, Rossinis La Cenerentola, Johann Strauss’ Die Fledermaus, Verdis Un ballo in maschera, sowie Poulencs La voix humaine an einem Abend mit Monteverdis Il combattimento di Tancredi e Clorinda dirigiert.
Mit den Premieren von Ariodante und Alcina brachte er in Aachen einen Händel-Zyklus auf Originalinstrumenten zur Aufführung. Daneben leitete er Vorstellungen von Bizets Carmen, Humperdincks Hänsel und Gretel, Verdis Simon Boccanegra und Wagners Tristan und Isolde.
Sein Debüt am Dirigentenpult der Ungarischen Staatsoper gab Péter Halász im Jahr 2010 auf Einladung von Ádám Fischer mit Rossinis Il barbiere di Siviglia. Bis heute leitet er in seiner Geburtsstadt regelmäßig die Repertoire-Vorstellungen des Hauses, darunter Rigoletto, Nabucco und La Traviata von Verdi, Turandot, Madama Butterfly und La bohéme von Puccini, Don Giovanni und Le nozze di Figaro von Mozart, sowie Die Fledermaus von Johann Strauss.
Als Generalmusikdirektor der Ungarischen Staatsoper in Budapest (2013 bis 2016) hat Péter Halász zahlreiche erfolgreiche Opernpremieren dirigiert. Dem Budapester Publikum stellte er sich in seiner neuen Position am Haus zum zweihundertsten Geburtstag von Giuseppe Verdi Falstaff vor (2013). Im gleichen Jahr leitete er die ungarische Erstaufführung von Richard Strauss’ Die Frau ohne Schatten. In Zusammenarbeit mit dem Regisseur Jiří Menzel entstand in der Spielzeit 2013/14 Mozarts Così fan tutte. In der gleichen Saison fand die Premiere von Webers Der Freischütz statt. Im Jahr 2015 nahm er sich mit Das Rheingold dem ersten Teil der Neuproduktion von Richard Wagners Tetralogie Der Ring des Nibelungen an. Es folgten unter seiner musikalischen Leitung Die Walküre (2016) und Siegfried (2017). Im Jahr 2016 leitete er die osteuropäische Erstaufführung von Thomas Adès’ The Tempest.
Ebenso zählt das Galakonzert zum ersten Auftritt Plácido Domingos an der Ungarischen Staatsoper (2016) zu den Höhepunkten jener Jahre.
Péter Halász dirigiert regelmäßig Galakonzerte mit Sängern wie Angela Gheorghiu, Vesselina Kasarova, Piotr Beczała, und Ferruccio Furlanetto.
Im Jahr 2017 wurde er für sein musikalisches Wirken mit dem Goldenen Verdienstkreuz der Republik Ungarn ausgezeichnet.
Im Jahr 2015 wurde Péter Halász an die Staatsoper Hamburg eingeladen, wo er mit Puccinis Manon Lescaut debütierte. Als Gastdirigent wurde er an zahlreiche weitere deutsche Opernhäuser gerufen darunter: Badisches Staatstheater Karlsruhe, Staatstheater Kassel, Saarländisches Staatstheater, Musiktheater im Revier Gelsenkirchen und Staatstheater Braunschweig.
Von Zoltán Kocsis persönlich eingeladen, debütierte Péter Halász am Pult der Ungarischen Nationalphilharmonie (2016). Beim Staatsorchester Nürnberg dirigierte er 2017 ein Konzert mit ungarischen Werken. Er leitete darüber hinaus Konzerte mit den Budapester Philharmonikern, dem MAV Orchester Budapest, der Norddeutschen Philharmonie, dem Staatsorchester Mainz, dem Sinfonieorchester Aachen sowie dem Radio-Symphonieorchester Wien.